# Carl Axel Örn
Carl Axel Örn, född 28 oktober 1849 i Stora Tuna församling i Kopparbergs län, död 11 juli 1932 i Skövde församling i Skaraborgs län, var en svensk militär.
Örn avlade officersexamen vid Krigsskolan 1869 och utnämndes samma år till underlöjtnant vid Skaraborgs regemente. Han genomgick fackskolan i väg- och vattenbyggnadskonst vid Teknologiska institutet i Stockholm 1873–1876 och var anställd vid Statens järnvägsbyggnader 1871–1873 och 1876–1882. Han befordrades till löjtnant 1878, var kvartermästare vid regementet 1882–1889 och befordrades till kapten 1886. Han befordrades till major 1895 och överstelöjtnant 1901. År 1906 befordrades han till överste och var 1906–1909 chef för Skaraborgs regemente.
Öran var stadsingenjör i Skövde 1887–1906 och brandchef där 1893–1906. Han var också ledamot av stadsfullmäktige sedan 1886, ordförande i taxeringsnämnden från 1911 och ledamot av styrelsen för Skövde sparbank från 1884 (ordförande från 1906).
Carl Axel Örn var son till översten Gustaf Örn och Sophia Svedelius. Han var från 1882 gift med Anna Viola Andrea Englund och bland deras barn märks Gustaf Örn. Makarna Örn är gravsatta på Gamla griftegården i Linköping.